# Defensor Sporting Club (pallacanestro)
Il Defensor Sporting Club è la squadra di pallacanestro della polisportiva omonima avente sede a Montevideo, in Uruguay. Fondata nel 1910 gioca nel campionato uruguaiano.
Disputa le partite interne nell'Estadio Jaime Sudañez.

## Palmarès
- Campionati uruguaiani: 2

2003, 2010